# 224027 Grégoire
224027 Grégoire è un asteroide della fascia principale. Scoperto nel 2005, presenta un'orbita caratterizzata da un semiasse maggiore pari a 2,3450095 UA e da un'eccentricità di 0,2231341, inclinata di 3,46406° rispetto all'eclittica.